# Хиенови
Хиеновите (Hyaenidae) са семейство хищници, които се срещат в Африка и Азия.
Семейството е представено от 4 съвременни вида, всеки отделен в самостоятелен род. Хиеновите са известни с това, че се хранят предимно с мърша (ивичеста и кафява хиена), но петнистите хиени често ловуват, а земният вълк е специализиран в храненето с термити и други насекоми.
Хиеновите произхождат от вивероподобни хищници, подобни на днешната Ивичеста палмова цивета. Първите хиени Plioviverrops, били дребни циветоподобни хищници обитавали Евразия преди около 20 – 22 милиона години. Въпреки че съвременните хиени приличат на кучета, те са най-близкородствени с Мангустовите (Herpestidae) и всъщност са Коткоподобни.

## Класификация
Последната класификация на изкопаемите представители на хиеновите е тази на McKenna и Bells – Classification of Mammals от 1997 а тези на Wozencraft (2005) и Wilson and Reeders Mammal Species of the World са последните включващи съвременните представители.
Семейство Хиенови
- †Tongxinictis (Среден миоцен, Азия)
- †Подсемейство Ictitheriinae
  - †Herpestides (Ранен миоцен, Африка и Евразия)
  - †Plioviverrops (От ранен миоцен до ранен плиоцен в Европа и в късен миоцен в Азия)
  - †Ictitherium (Среден миоцен в Африка, от късен миоцен до ранен плиоцен в Евразия)
  - †Thalassictis (От среден до късен миоцен в Азия, късен миоцен в Ахрика и Европа)
  - †Hyaenotherium (От късен миоцен до ранен плиоцен в Евразия)
  - †Miohyaenotherium (Късен миоцен в Европа)
  - †Lychyaena (Късен миоцен в Евразия)
  - †Tungurictis (Среден миоцен в Африка и Евразия)
  - †Proictitherium (Среден миоцен в Африка и Азия, Среден до късен миоцен в Европа)
- Подсемейство Hyaeninae
  - †Palinhyaena (Късен миоцен в Азия)
  - †Ikelohyaena (Ранен плиоцен в Африка)
  - Hyaena (Ранен плиоцен до днес в Африка, късен плиоцен в Европа, късен плиоцен до днес в Азия)
  - †Hyaenictis (Късен миоцен в Евразия, ранен плиоцен в Африка)
  - †Leecyaena (Късен миоцен и/или ранен плиоцен в Азия)
  - †Chasmaporthetes (От късен миоцен до ранен плейстоцен в Евразия, от ранен плиоцен до късен плиоцен в Африка, от късен плиоцен до ранен плейстоцен в Северна Америка)
  - †Pachycrocuta (От плиоцен до плейстоцен в Евразия и Африка)
  - †Adcrocuta (От късен миоцен до ранен плиоцен в Евразия и Северна Африка)
  - Crocuta (От късен плиоцен до днес в Африка, от късен плиоцен до късен плейстоцен в Евразия)
- Подсемейство Protelinae
  - Proteles (От плейстоцен до днес в Африка)

Съвременните видове са както следва:
- семейство Hyaenidae – Хиенови
  - род Hyaena – Хиена
    - Hyaena hyaena – Ивичеста хиена
    - Hyaena brunnea – Кафява хиена

  - род Crocuta
    - Crocuta crocuta – Петниста хиена

  - род Proteles
    - Proteles cristatus – Земен вълк